# Art Linkletter
Art Linkletter (17 de julio de 1912 - 26 de mayo de 2010) fue un presentador radiofónico y televisivo nacido en Canadá, y nacionalizado estadounidense en 1942. Presentó Art Linkletter's House Party, programa radiotelevisivo emitido por la CBS a lo largo de 25 años, y People Are Funny, producido para la radio y la televisión por la NBC.
Linkletter fue famoso por entrevistar a niños en House Party y en Kids Say the Darndest Things, lo cual llevó a escribir una serie de libros con citas infantiles. 

## Primeros años
Su verdadero nombre era Gordon Arthur Kelly, y nació en Moose Jaw, Saskatchewan. En su autobiografía, Confessions of a Happy Man (1960), revelaba que no tuvo contacto con sus padres naturales ni con su hermana ni sus dos hermanos ya que fue abandonado cuando solo tenía unas semanas de edad. Fue entonces adoptado por Mary Metzler y Fulton John Linkletter, un predicador.
Cuando tenía cinco años, su familia se mudó a San Diego, California, graduándose en la San Diego High School a los 16 años de edad. En los primeros años de la Gran Depresión, viajó en trenes por el país, haciendo los trabajos más variados y conociendo a gente diversa. Linkletter había planeado formarse en el Springfield College, centro al cual hubo de renunciar por motivos económicos, y en vez de ello, en 1934 obtuvo el título de grado en el San Diego State Teachers College (actual Universidad Estatal de San Diego), centro en el cual fue miembro de la fraternidad Alpha Tau Omega. Mientras estudiaba en la Estatal de San Diego, jugó en el equipo de baloncesto San Diego State Aztecs, y formó parte del equipo de natación del centro. 
En 1935 conoció a Lois Foerster, con la cual se casó en San Diego el 28 de noviembre de 1935. La pareja permaneció unida hasta la muerte de Linkletter.

## Carrera
Aunque por su formación estaba preparado para la enseñanza, trabajó como presentador de radio en la emisora KLSD de San Diego. Ganaba más dinero en la radio, y Linkletter se dedicó a dirigir programas radiofónicos para ferias y exposiciones a mediados de los años 1930. En la década siguiente vivía en San Francisco (California), donde también trabajaba en la radio. En 1943 pleiteó para conseguir la nacionalidad estadounidense.
En la década de 1940, Linkletter trabajó en Hollywood con John Guedel en un show radiofónico pionero, People Are Funny, el cual empleaba a la audiencia, utilizando concursos y gags. La serie sirvió como prototipo para futuros concursos radiofónicos y televisivos. People Are Funny se convirtió en programa televisivo en 1954, emitiéndose hasta 1961.
Otros de los primeros shows televisivos en los que Linkletter trabajó fueron Life With Linkletter, con su hijo Jack (1969–1970), y Hollywood Talent Scouts (1965–1966). También actuó en dos películas, People Are Funny (1946) y Champagne for Caesar (1950). 
Linkletter declinó la oportunidad que le ofrecía su amigo Walt Disney para invertir en el proyecto del parque temático de Disneyland y en el Hotel Disneyland, ya que tenía dudas sobre las posibilidades del parque. Sin embargo, Linkletter ayudó a organizar la retransmisión por la ABC de la inauguración de Disneyland en 1955. Presentó el acto en directo trabajando con otros dos presentadores, Ronald Reagan y Bob Cummings. La experiencia convenció a Linkletter de que Disneyland iba a ser un gran éxito, consiguiendo que Disney le diera una concesión de diez años para el trabajo cinematográfico del parque, negocio que llegó a ser muy lucrativo.
Otras de sus actuaciones fueron dos períodos, cada uno de ellos de dos semanas de duración, como presentador invitado de The Tonight Show en 1962, entre la salida de Jack Paar y la llegada del nuevo presentador, Johnny Carson.
Fue conocido también por Art Linkletter's Kids, una viñeta creada en 1963-1964 por el prolífico dibujante Stan Fine, y distribuida por King Features Syndicate. Además, en 1963 Linkletter fue la imagen del juego creado por Milton Bradley The Game of Life, apareciendo su fotografía en los billetes de 100.000 dólares del juego.

## Últimos años
Linkletter invirtió con prudencia, y gracias a ello pudo llevar a cabo actividades filantrópicas. En 2005, a los 93 años de edad, presidió las celebraciones del Happiest Homecoming on Earth con motivo del 50 aniversario de Disneyland. Medio siglo antes había sido comentarista de los eventos llevados a cabo en el día de la inauguración. Por dicho motivo, fue nombrado Disney Legend.
Linkletter fue durante un tiempo portavoz de National Home Life, una compañía aseguradora. Políticamente republicano, fue organizador político y portavoz de la United Seniors Association, actualmente conocida como USA Next, una asociación alternativa del AARP. Fue también miembro directivo de la Universidad Pepperdine. 
También fue nombrado doctor honoris causa por varias universidades, entre ellas su alma mater, la Estatal de San Diego, la Pepperdine y la Universidad de la Isla del Príncipe Eduardo. Durante muchos años fue administrador del Springfield College, y donó fondos para la construcción de su centro de natación.
Como reconocimiento a su trayectoria artística, en 2003 recibió un Premio Daytime Emmy. También fue incluido en el Salón de la Fama de la National Speakers Association, y fue miembro del President's Council on Service and Civic Participation.

## Vida personal

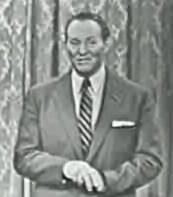
Linkletter en The Jack Benny Show

Linkletter tuvo uno de los matrimonios más duraderos entre las celebridades estadounidenses, cerca de 75 años. Se casó con Lois Foerster el 25 de noviembre de 1935, teniendo la pareja cinco hijos: Jack Linkletter, Dawn, Robert, Sharon y Diane Linkletter. El 10 de octubre de 2011, a los 95 años de edad, falleció Foerster.
El matrimonio sobrevivió a tres de sus hijos. El 4 de octubre de 1969, Diane, de 20 años de edad, falleció tras saltar seis pisos por la ventana de su cocina. Linkletter afirmaba que la muerte se debía al uso de drogas (aun así, los análisis toxicológicos determinaron que Diane no tenía drogas en su cuerpo en el momento de la muerte). Tras la muerte de Diane, Linkletter dio conferencias contra las drogas promoviendo conductas de prevención entre los niños. Su disco, "We Love You, Call Collect", grabado antes de morir su hija, presentaba un debate sobre la permisividad en la sociedad moderna, junto con una refutación de Diane, titulada "Dear Mom and Dad". El disco ganó un Premio Grammy en 1970.
Robert Linkletter falleció en un accidente de tráfico el 12 de septiembre de 1980, y Jack Linkletter murió por un linfoma en 2007.
A principios de 2008, Linkletter sufrió un ictus. Falleció el 26 de mayo de 2010 en Bel-Air (Los Ángeles), California, a los 97 años de edad. Sus restos fueron incinerados, y las cenizas entregadas a los allegados.